# Beni Chaúque
Beni Chaúque (ou Beni Jequicene Mussengue Chaúque) (Messica, Manica, 1989) é um cientista, biólogo, professor e poeta moçambicano.

## Biografia
Nascido no posto administrativo de Messica pertencente ao distrito de Manica, situado na província homônima, Beni Chaúque é filho de trabalhadores que viviam em um remoto interior de Moçambique, sendo o seu genitor um motorista e sua mãe uma camponesa. Após ser aprovado em primeiro lugar em um processo seletivo, ingressou no ensino superior ao cursar a licenciatura em Ensino de Biologia pela Universidade Pedagógica de Moçambique.

### Carreira científica e invenções
Com formação em Biologia e sendo professor de Biologia no campus Niassa da Universidade Rovuma (antiga Universidade Pedagógica), Beni Chaúque ingressou na pós-graduação em microbiologia da Universidade Federal do Rio Grande do Sul em 2018, onde concluiu o seu mestrado e prosseguiu suas investigações no doutorado. Lá ele desenvolveu uma técnica inovadora de tratamento da água com luz solar em fluxo contínuo. Isso permitiu reduzir o tempo de tratamento usual que leva seis horas para um minuto e meio, além de ser de baixo custo e não necessitar da adicção de elementos químicos.
A descoberta tecnocientífica "Sistema e processo de desinfecção solar de fluido em fluxo contínuo" foi patenteada no órgão brasileiro de patentes Instituto Nacional da Propriedade Industrial (INPI) em 2020, tendo sido registada sob o número BR 102020001683-0 A2. Trata-se de uma das primeiras patentes no ramo da microbiologia produzidas por um cientista moçambicano.
Esta sistema desenvolvido por Chaúque se mostrou eficaz e com um potencial para ser aplicado como alternativa para o aprovisionamento de água potável em larga escala a baixo custo, em todas regiões com problemas no acesso à agua, incluindo os assentamentos de baixa renda, pois ele utiliza apenas o sol para converter a água imprópria e poluída (de lagos, rios, lagoas, poços, etc) em água potável.

### Carreira literária
Autor de poesias e aldravias, Beni Chaúque é membro do Clube de Escritores Poetas e Amigos de Niassa (CEPAN).
Em 2015, ele conquista o concurso literário do Banco de Moçambique - Prémio BM, com a obra As Vozes D(o) Eus D(e) Eu.
Posteriormente, ele publicou o livro Metapolimorfose do ar em 2019.

## Obras

### Poéticas
- As Vozes D(o) Eus D(e) Eu. 1. ed. Maputo: Oleba Editores, 2015. – Prémio BM (2015)[2];
- Metapolimorfose do ar. 1. ed. Almada - Portugal: Edições Hórus, 2019.

### Científicas
- Intercropping of lettuce and onion controls caterpillar thread, Agrotis ípsilon major insect pest of lettuce. Chemical and Biological Technologies in Agriculture, v. 3, p. 1-5, 2016. (em coautoria com Fraide Sulvai e Domingos Macuvele)[9]
- Photolysis of sodium chloride and sodium hypochlorite by ultraviolet light inactivates the trophozoites and cysts of in the water matrix. Journal of Water and Health, v. 1996-7, p. 1477-8920, 2020. (em coautoria com Marilise Brittes Rott)
- Solar disinfection (SODIS) technologies as alternative for large-scale public drinking water supply: Advances and challenges. Chemosphere, v. 281, p. 130754, 2021. (em coautoria com Marilise Brittes Rott)
- Spatial arrangement of well and latrine and their influence on water quality in clayey soil - a study in low-income peri-urban neighborhoods in Lichinga, Mozambique. Journal of Water Sanitation and Hygiene for Development, v. 2431, p. 12-18, 2021.  (em coautoria com Carlos Chicumbe e Virgílio Cossa, Marilise Brittes Rott)
- The role of free-living amoebae in the persistence of viruses in the era of severe acute respiratory syndrome 2, should we be concerned?. Revista da Sociedade Brasileira de Medicina Tropical, v. 55, p. e0045-2022, 2022. (em coautoria com Marilise Brittes Rott)
- Metaproteomics as a tool to optimize the maize fermentation process. Trends in Food Science & Technology,  v. 129, p. 258-265, 2022. (em coautoria com Celina Eugenio Bahule, Luiza Helena da Silva Martins e Alessandra Santos Lopes)
- Epidemiological and immunological gains from solar water disinfection: Fact or wishful thinking? Tropical Medicine & International Health, v. 27, p. 873– 880, 2022 (em coautoria com Antônio Domingues Benetti e Marilise Brittes Rott)
- Development of solar water disinfection systems for large-scale public supply, state of the art, improvements and paths to the future – A systematic review. Journal of Environmental Chemical Engineering, v. 10, p. 107887, 2022. (em coautoria com Felipe Grando Brandão e Marilise Brittes Rott)
- Prevalence of free‑living amoebae in swimming pools and recreational waters, a systematic review and meta‑analysis. Parasitology Research,  V. 121, p. 3033-3050, 2022. (em coautoria com Denise Leal dos Santos, Davood Anvari e Marilise Brittes Rott)

## Prémios literários
- Concurso literário do Banco de Moçambique - Prémio BM  (2015)[2].